# Weiner Leó

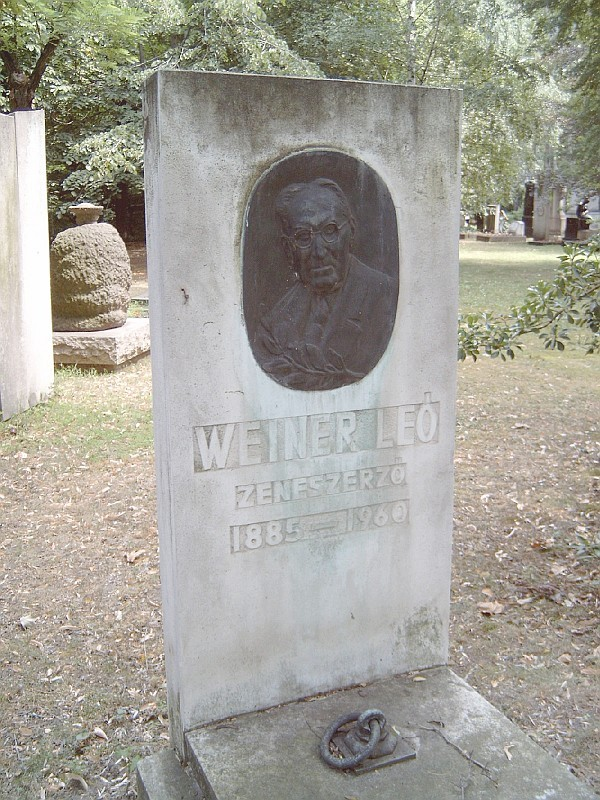
Weiner Leó sírja Budapesten. Kisfaludi Strobl Zsigmond műve. Kerepesi temető: 34/2-1-23.

Weiner Leó (Budapest, 1885. április 16. – Budapest, 1960. szeptember 13.) kétszeres Kossuth-díjas magyar zeneszerző, a 20. századi magyar zene konzervatív ágának egyik legkiválóbb képviselője.

## Életpályája
Budapesten született Weiner Adolf (1843–1910) hivatalnok és Diner Jenny (1849–1885) gyermekeként. Az édesanya a gyermek születésekor életét vesztette. Édesapja ugyanebben az évben ismét megházasodott. 1901 és '06 között Koessler János növendéke volt a Zeneakadémián. 1906-tól tanított, előbb a Fodor Zeneiskolában, majd 1908-tól Zeneakadémián zeneelméletet, zeneszerzést, majd 1918-tól kamarazenét, egészen 1957-es nyugdíjazásáig, sőt otthonában még utána is. Munkásságának ez a legjelentősebb része, muzsikusok százait indította el biztos alappal a pályán.
1928-ban karmester nélküli kamarazenekart szervezett akadémiai növendékekből, amely az ő irányítása mellett működött.

## Zeneművei

### Színpadi művek
- Csongor és Tünde – kísérőzene op. 10 (1913, 23 tétel)
- Csongor és Tünde – balett (két változatban, 1930-ban 9 tételes, 1959-ben 14 tételes formában)
- Örök temetés (Liszt Funérailles és Marche funebre c. zongoraműveinek hangszereléséből összeállítva)

### Versenyművek
- Concertino zongorára és zenekarra op. 15 (1923)
- Ballada klarinétra és zenekarra op. 8 (193?) (második változat op. 28, 1949)
- Románc gordonkára és vonószenekarra op. 29 (1949)
- fisz-moll hegedűverseny op. 45 (1957)
- D-dúr hegedűverseny op. 41 (1958)

### Zenekari művek
- Scherzo op. 1 (1905) A szerző megsemmisítette
- Szerenád op. 3 (1906)
- Farsang op. 5 (1907)
- Katonásdi op. 16 (1924)
- Szvit op. 18 (1931)
- Pasztorál fantázia és fuga op. 23 1934
- I. Divertimento op. 20 (1934)[17]
  - 1. Jó alapos csárdás
  - 2. Rókatánc - a legismertebb, önállóan is leggyakrabban játszott műve. Eredetileg egy cigánytánc dallama.
  - 3. Marosszéki keringős
  - 4. Verbunkos
  - 5. Csűrdöngölő
- II. Divertimento op. 24 (1938)
  - 1. Lakodalmas
  - 2. Tréfálkozás
  - 3. Panaszos ének
  - 4. Kanász nóta
- III. Divertimento "Magyar benyomások" op. 25 (1949)
  - 1. Duda nóta (Allegretto poco andantino)
  - 2. Kesergő (Moderato quasi andante)
  - 3. Juhász tréfa (Allegretto ben moderato)
  - 4. Ballada (Andante poco mosso)
  - 5. Maskara nóta (Allegro)
- IV. Divertimento op. 38 (1951)
  - 1. Régi csárdás
  - 2. Marosszéki forgatós
  - 3. Búsuló juhász
  - 4 Gábor Ignác nótája
  - 5. Változatok
- V. Divertimento op. 39 (1951)
  - 1. Peregi verbunk (Tempo di csárdás)
  - 2. Tréfálkozás (Allegretto ben moderato)
  - 3. Betyárdal (Allegro)
  - 4. Szerelmes nóta (Mosso moderato)
  - 5. Nógrádi dudás (Allegretto vivo)
- Kísérőzene Vörösmarty Csongor és Tünde c. művéhez (1913), és a belőle készült zenekari szvitek (összesen 4), valamint a Csongor és az ördögfiak c. zenekari scherzo
- Zenekari átiratok J. S. Bach, Liszt Ferenc, Hector Berlioz, Pjotr Iljics Csajkovszkij, Bartók Béla és Franz Schubert műveiből
- Változatok egy magyar népdal felett op. 30 (1949)
- Preludio, notturno e scherzo diabolico op. 31 (1950)
- Ünnepi hangok 1951 (elveszett)
- Toldi, szimfonikus költemény op. 43 (1952), és a belőle készült két zenekari szvit, 1953 és 1955
- Passacaglia op. 44 (1955)
- Magyar gyermek- és népdalok 1955

### Kórusművek
- Agnus Dei (1906)
- Gloria 1906) mindkettő hatszólamú vegyeskarra, kíséret nélkül.

### Kamarazene
- Passacaglia op. 2 (1904) a szerző megsemmisítette
- 1. vonósnégyes, Esz-dúr op. 4 (1906)
- 2. vonósnégyes, fisz-moll, op. 13 (1921)
- 3. vonósnégyes, G-dúr op. 26, (Pasztorál fantázia és fuga), (1938)
- Vonóstrió op. 6 (1908)
- D-dúr hegedűszonáta op. 9 (1911) (hegedűversenyként op. 41 1950)
- fisz-moll hegedűszonáta op. 11 (1918) (hegedűversenyként op. 45 1957)
- Ballada klarinétra és zongorára op. 8  (1911) (zenekarkíséretes változatban is  op. 28 1949)
- Románc gordonkára és zongorára op. 14 (1921) (hárfával kamarazenekar kíséretes változatban is op. 29 1949)

### Zongoraművek
- Farsang zongorára op. 5, 1906
- Caprice, 1908
- Három zongoradarab op. 7, 1910
- Miniatür képek op. 12, 1918
- Csongor és Tünde op. 10 Első balett zongorakivonat ante, 1930
- Csongor és Tünde kísérőzene op. 10 zongorakivonat, 1931
- Katonásdi zongorára op. 16b, 1931
- Passacaglia op. 17, 1936
- Magyar parasztdalok (5 sorozat: op. 19I 1932, op. 19II 1934, op. 22 1937, op. 33, 1950 és op. 34, 1950)
- Lakodalmas zongorára op. 21b, 1937
- Három magyar paraszttánc zongorára, 1941
- Öt könnyű kis zongoradarab a Reschofski-kiadványba, 1948
- Húsz könnyű kis darab (Magyar gyermek- és népdalok) op. 27, 1948
- Magyar népi muzsika a zongorázó ifjúság számára op. 42, 1952
- Toldi op. 43c Illusztráló zene zongorára, 1959

### Művek két zongorára és zongorára négy kézre
- Változatok magyar népdalra két zongorára op. 32
- Szerenád op. 3 zongorára négy kézre, 1906
- Esz-dúr vonósnégyes op. 4 zongorára négy kézre, 1907
- Tündérek tánca zongorára négy kézre a Csongor és Tünde szvitből op. 10
- Három könnyű kis zongoradarab zongorára, négy kézre op. 36
- Három magyar népi tánc, 1960

## Írásai
- Összhangzattanra előkészítő jegyzetek. Hangköztan. A középiskolai énektanítókat képző tanfolyam felvételi vizsgálatára készülők számára; Rozsnyai, Bp., 1910
- Összhangzattanra előkészítő jegyzetek. Hangköztan. A középiskolai énektanítókat képző tanfolyam felvételi vizsgálatára készülők számára; 2. átdolg. kiad.; Rozsnyai, Bp., 1911
- A zenei formák vázlatos ismertetése. Az Országos Magyar Királyi Zeneakadémia melléktanszakosai és a középiskolai énektanítóképző tanfolyam hallgatói részére; Rozsnyai, Bp., 1911
- Az összhangzattan előkészítő iskolája. Skálák, hangközök, hallást fejlesztő gyakorlatok, fő- és mellék-hármashangzatok; 3. átdolg., bőv. kiad.; Rozsnyai, Bp., 1917
- Elemző összhangzattan (funkció-tan). Haladók részére, akik a számjelzett basszus tanulmányán már túl vannak; Rózsavölgyi, Bp., 1944
- Az összhangzattan előkészítő iskolája. Skálák, hangközök, hallást fejlesztő gyakorlatok, fő- és mellék-hármashangzatok iskolai és magánhasználatra; 5., jav. kiad.; Zeneműkiadó, Bp., 1953
- A hangszeres zene formái; Zeneműkiadó, Bp., 1955
- Elemző összhangzattan (funkció-tan). Haladók részére, akik a számjelzett basszus tanulmányán már túl vannak; jav. újrany.; Liszt Ferenc Zeneművészeti Főiskola, Bp., 1994

## Kitüntetései
- Kossuth-díj (1950, 1960)
- Kiváló művész (1953)
- Coolidge-díj.

## Emlékezete

### Weiner Leó-díj
A zeneszerző születésének 120. évfordulója alkalmából 2005. április 15-én adták át először a Liszt Ferenc Zeneművészeti Egyetem Weiner Leó Kuratóriuma által alapított Weiner Leó-díjat. A díjat azok a kiváló zeneművészek és -tanárok kaphatják, akik Weiner Leó szellemében fejtették ki sok évtizeden át odaadó és eredményes művészi és tanári munkásságukat. A díjakat az Egyetem mindenkori rektora adja át. 
- 2005-ben Miklósi György zongoraművész és Hevesi Judit hegedűművész, a Zeneakadémia nyugalmazott tanárai kapták a díjat.[18]
- A 2006-ban díjazottak: Devich Sándor hegedűművész-tanár és Konrád György brácsaművész-tanár.[19]
- A 2007. év díjazottja a Bartók vonósnégyes: Komlós Péter, Hargitai Géza, Németh Géza, Mező László[20]
- 2008-ban Zempléni Kornél zongoraművész, a Liszt Ferenc Zeneművészeti Egyetem professzor emeritusa kapta a díjat.[21]
- 2009-ben Weninger Richárd hárfaművész nyerte el az emlékdíjat.[22]
- 2010-ben Kassai István zongoraművész részesült e kitüntetésben.[23]
- 2015-ben Rolla János hegedűművész lett a díj birtokosa.[24]
- 2017-ben Gulyás Márta(en)[25] zongoraművész kapta meg az emlékdíjat [26]
- 2019-ben Bársony László[27] brácsaművész munkásságát ismerték el a díjjal.[28]

### Egyéb
- Portréját fiatalkori barátja, Berény Róbert festette meg (1911).
- Egyik lakhelyén, a Teréz körút 32. számú ház falán emléktáblát állítottak neki.
- Utolsó, Király utca 91. szám alatti lakásában halála után néhány évig emlékmúzeum működött, melyet testvére, „Kató” gondozott.
- Nevét Budapest VI. kerületében utca viseli (korábban Horn Ede utca).
- Róla nevezték el 1985-ben a volt budapesti XI. kerületi állami zeneiskolát, mely 1990-től középfokú (konzervatóriumi) zeneoktatást is indított. Jelenleg Weiner Leó Katolikus Zeneiskola, Alapfokú Művészeti Iskola és Zeneművészeti Szakgimnázium[29].